# Sarah Oppenheimer
Sarah Oppenheimer (* 1972 in Austin) ist eine US-amerikanische Künstlerin.

## Leben und Werk
Oppenheimer besitzt einen Bachelorabschluss der Brown University in Semiotik (1995) sowie einen Master of Fine Arts der Yale University in Malerei (1999).
Durch die Veränderung einzelner architektonischer Elemente zielen Oppenheimers ortsspezifische Werke auf die Manipulation der Wahrnehmung der Umgebung ab. Mithilfe von Licht und Spiegeln verwirrt sie den Betrachter, lenkt den Blick in neue Richtungen und verändert das Gefühl von Schwerkraft. Dadurch ermöglicht sie dem Betrachter eine Erkenntnis von komplexen mentalen und körperlichen Prozessen, die das Verständnis und die Erfahrung des Lebensraums beeinflussen. Sie spielt mit Raum und Zeit: Statt einer linearen Auffassung bietet sie dem Besucher eine umgestaltete Erfahrung, wobei Raum und Zeit direkten Einfluss auf die von ihr geschaffene Situationen nehmen – der Betrachter wird zum unmittelbaren Teilnehmer.
Oppenheimer lebt in New York, sie wird repräsentiert von Bartha, Basel und Annely Juda-Fine Art, London.

## Einzelausstellungen
Oppenheimer hat in Galerien und Museen in den USA sowie Europa ausgestellt.
Einzelausstellungen umfassen: S-011110 und S-010100 bei Annely Juda Fine Arts, London (2017); S-337473 im Wexner Center for the Arts, Columbus (2017); S-281913 im Perez Art Museum Miami (2016); P-02 bei von Bartha, Basel (2014); 33-D im Kunsthaus Baselland, Basel (2014); W-120301 im Baltimore Museum of Art (2012); D-33 bei PPOW, New York (2012); MF-142 bei Annely Juda Fine Art, London (2009); P-41 im Museum of Contemporary Art, San Diego (2009); 610-3365 im Mattress Factory, Pittsburgh (2008); und P-21 x P-41 bei Duve, Berlin (2008).

## Preise und Auszeichnungen
- Rome Prize Fellowship (2011–12)
- Joan Mitchell Foundation fellowship (2011)
- Louis Comfort Tiffany Foundation Fellowship (2009)
- Guggenheim Foundation Fellowship (2007)
- Rema Hort Mann Foundation Fellowship (2003)

## Permanente Installationen
Oppenheimers Werk P-131317 wurde 2011 für den Eingang zum Metcalf Building of Brown University in Auftrag gegeben. Es war ihre erste permanente, öffentliche Installation.
The Baltimore Museum of Art war das erste große Museum, das 2012 eine ortsspezifische Installation von Oppenheimer in Auftrag gab. Das zweiteilige, permanente Kunstwerk W-120301 x P-010100 wurde mit Rücksicht auf die Architektur der Räumlichkeiten entworfen.